# Ángel Rupérez
Ángel Rupérez (n. Burgos; 1953) es un poeta, crítico y traductor español, doctor en Filosofía y Letras y profesor de Teoría de la Literatura en la Universidad Complutense de Madrid. Publicó sus primeros libros en la editorial Trieste, dirigida por Valentín Zapatero y por Andrés Trapiello. 
En 1988 conoció y trabó amistad con el poeta Claudio Rodríguez, al que admiró siempre por su integridad personal y por su genialidad poética. En 1990 Rodríguez le invitó a leer poemas en el acto poético llamado Lectura en el Palacio Real, junto con Ángel González, Antonio Gamoneda, Juan Carlos Suñén y Luis García Montero. Ese mismo año empezó a colaborar en el diario El País, tarea que no ha abandonado desde entonces. Su libro Conversación en junio (1992) fue finalista en el Premio Nacional de Poesía, ganado por el poeta José Ángel Valente. Su labor crítica se ha desarrollado en distintos medios, como, además de El País, el desaparecido Diario 16 y las revistas Ínsula, Revista de Occidente y Boletín de la Fundación García Lorca, entre otras.

## Obra literaria y crítica

### Poesía
- En otro corazón (Trieste, Madrid, 1983)
- Las hojas secas (Trieste, Madrid, 1985)
- Conversación en junio [finalista del Premio Nacional de Poesía] (El banquete, Madrid, 1992)
- Lo que han visto mis ojos (El banquete, Madrid, 1993)
- Una razón para vivir (Tusquets, Barcelona, 1998)
- Río eterno (Calambur, Madrid, 2006)
- Sorprendido por la alegría (Bartleby, Madrid, 2012)
- Morir en Hiroshima (Evohé, 2019)

### Traducciones
- Lírica inglesa del siglo XIX (Trieste, Madrid, 1987 y Homo Legens, 2ª ed. corregida y ampliada, Madrid, 2007)
- Antología esencial de la poesía inglesa (Espasa, Colección Austral, Madrid, 2000)

### Novela
- Vidas ajenas (Debate, Madrid, 2002)
- Sensación de vértigo (Izana, Madrid, 2012)

### Libros de cuentos
- Las lágrimas necesarias (Izana, Madrid, 2016).[1]

### Ensayo
- Sentimiento y creación (Trotta, Madrid, 2007)

### Antologías
- Claudio Rodríguez. Poesías escogidas (Mondadori,  Madrid, 1992)
- Luis Cernuda. Antología poética (Espasa, Colección Austral, Madrid, 2002)
- Claudio Rodríguez. Antología poética (Espasa, Colección Austral, Madrid, 2004)
- Francisco Brines. Antología poética (Espasa, Colección Austral, Madrid, 2006)

### Estudios críticos
- "Prólogo" a Lírica inglesa del siglo XIX (op. cit.)
- "La vida para siempre", prólogo a Claudio Rodríguez. Poesías escogidas (op. cit.)
- "Una temporada en la casa de la poesía inglesa", prólogo a Antología esencial de la poesía inglesa (op. cit.)
- "El mundo como meditación", prólogo a Luis Cernuda. Antología poética (op. cit.)
- "Donde cuaja el ser", prólogo a Claudio Rodríguez. Antología poética (op.cit.)
- "El paraíso perdido", prólogo a Francisco Brines. Antología poética (op.cit.)
- "Hágase", comentario del poema "Sin epitafio", de Claudio Rodríguez, en Philip W. Silver (ed.), El rumoroso cauce. Nuevas lecturas sobre Claudio Rodríguez (Páginas de Espuma, Madrid, 2010)

### Antologías en que ha aparecido su obra poética
- 20 años de poesía. Nuevos textos sagrados, 1989-2009 (Tusquets, Barcelona, 2009)

### Traducciones de su poesía a otras lenguas
- Al italiano: Miguel Salas Díaz (ed.), Con giogia e con tormento. Poesie autografe di autori spagnoli contemporanei (Raffaelli Editore, Rimini, 2006)
- Al portugués: Joaquim Manuel Magalhaes (ed.), Poesía Espanhola de Agora (Relógio D’Agua Editores, Lisboa, 1997)
- Al inglés, traducida por Joan Lindgren, en la revista Faultline. Journal of Art and Literature, vol. 12, (University of California, Irvine, 2003)